# San Agustín Atenango
San Agustín Atenango es una localidad del estado mexicano de Oaxaca. Es cabecera del municipio de San Agustín Atenango.

## Demografía
| Censo | Población |
| ----- | --------- |
| 1900  | 918       |
| 1910  | 746       |
| 1921  | 711       |
| 1930  | 942       |
| 1940  | 962       |
| 1950  | 1074      |
| 1960  | 1267      |
| 1970  | 1554      |
| 1980  | 528       |
| 1990  | 1658      |
| 1995  | 1621      |
| 2000  | 1608      |
| 2005  | 1228      |
| 2010  | 1358      |
| 2020  | 1315      |